# Rodolfo Amando Philippi
Rodolfo Amando Philippi , nascido Rudolph Amandus, (Charlottenbourg, 14 de setembro de 1808 – Santiago do Chile, 23 de julho de 1904) foi um naturalista chileno de origem alemã.